# Physoptila termiticola
Physoptila termiticola is een vlinder uit de familie van de tastermotten (Gelechiidae). De wetenschappelijke naam van de soort is, als Aenicteria termiticola, voor het eerst geldig gepubliceerd in 1926 door Turner.